# Văn phòng Sáng chế và Nhãn hiệu Hoa Kỳ

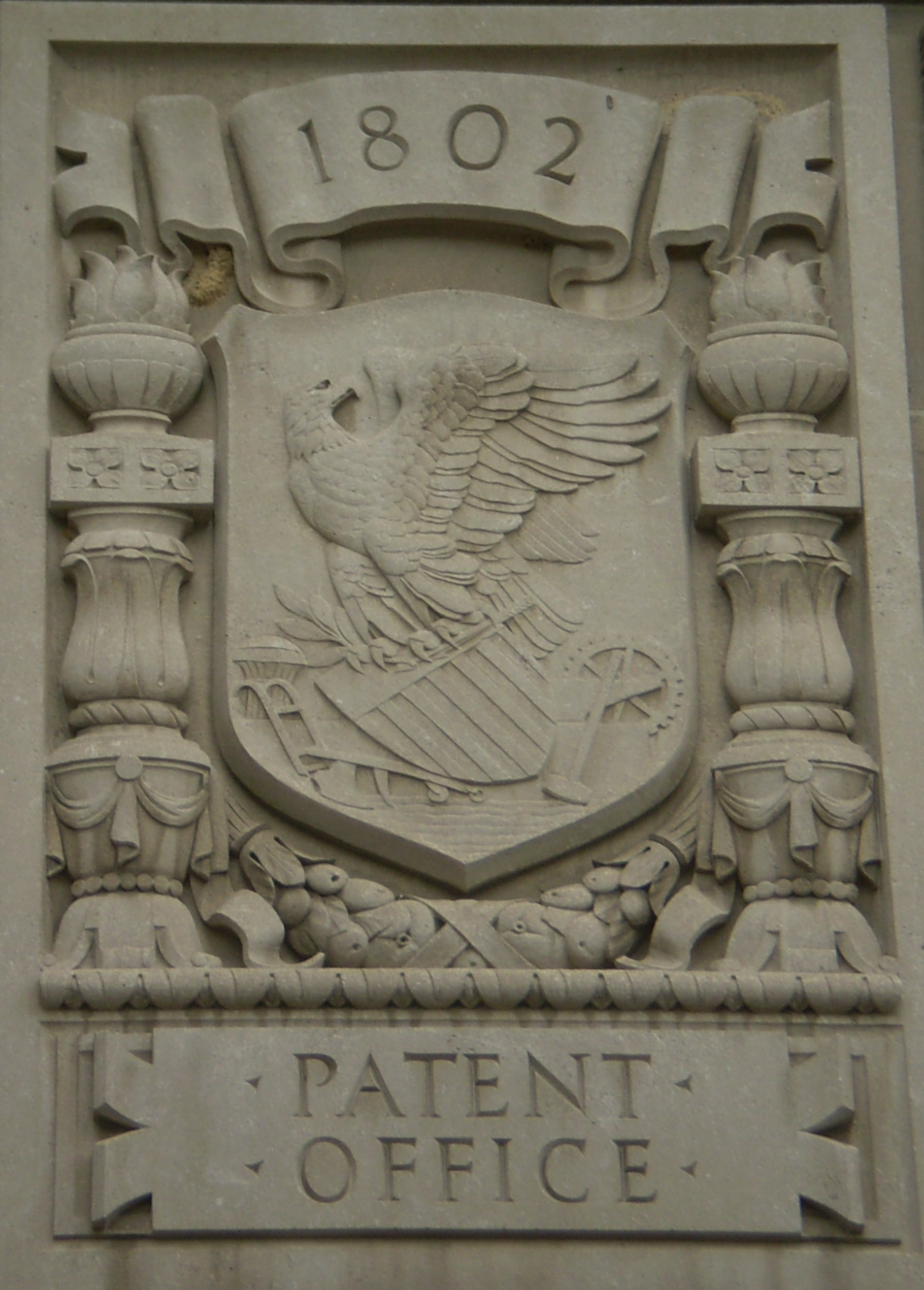
Phù điêu đại diện cho Văn phòng Sáng chế tại Tòa nhà Herbert C. Hoover

Văn phòng Sáng chế và Nhãn hiệu Hoa Kỳ (United States Patent and Trademark Office, viết tắt là USPTO) là một cơ quan thuộc Bộ Thương mại Hoa Kỳ cấp bằng sáng chế cho các nhà phát minh và doanh nghiệp đối với các sáng chế của họ, đồng thời đăng ký nhãn hiệu để nhận dạng sản phẩm và sở hữu trí tuệ.
USPTO là "duy nhất trong số các cơ quan liên bang vì nó chỉ hoạt động dựa trên phí của người dùng, chứ không dựa vào tiền đóng thuế". Cơ cấu hoạt động của USPTO giống như một doanh nghiệp: nó nhận các yêu cầu về dịch vụ — đơn xin cấp bằng sáng chế và đăng ký nhãn hiệu — và tính phí dự kiến để trang trải chi phí thực hiện các dịch vụ mà [nó] cung cấp".
USPTO có trụ sở tại Alexandria, Virginia, sau khi chuyển đến từ khu vực Crystal City của vùng lân cận Arlington, Virginia vào năm 2005. Ngày 27 tháng 4 năm 2009, các văn phòng thuộc Bằng sáng chế và Giám đốc Thông tin vẫn nằm ngay bên ngoài đầu phía nam của Thành phố Crystal đã hoàn tất việc chuyển đến Quảng trường Randolph, một tòa nhà hoàn toàn mới ở Làng Shirlington.
Văn phòng do Bộ trưởng Thương mại về Sở hữu Trí tuệ và Giám đốc Văn phòng Sáng chế và Nhãn hiệu Hoa Kỳ đứng đầu, với Andrei Iancu nắm giữ chức vụ này lần cuối cho đến khi ông rời nhiệm sở vào ngày 20 tháng 1 năm 2021. Tính đến tháng 3 năm 2021, Ủy viên Sáng chế Drew Hirshfeld đang thực hiện các chức năng của Thư ký dưới quyền và Giám đốc trong trường hợp không có bổ nhiệm mới hoặc đề cử nào vào các vị trí này.
USPTO hợp tác với Văn phòng Sáng chế Châu Âu (EPO) và Văn phòng Sáng chế Nhật Bản (JPO) với tư cách là một trong các Văn phòng Sáng chế Ba bên. USPTO cũng là Văn phòng tiếp nhận, Cơ quan tìm kiếm quốc tế và Cơ quan thẩm định sơ bộ quốc tế đối với các đơn đăng ký sáng chế quốc tế được nộp theo Hiệp ước Hợp tác Sáng chế.

## Nhiệm vụ
USPTO duy trì hồ sơ lịch sử liên ngành, vĩnh viễn về tất cả các đơn đăng ký bằng sáng chế của Hoa Kỳ để hoàn thành các mục tiêu được nêu trong Hiến pháp Hoa Kỳ. Cơ sở pháp lý cho hệ thống bằng sáng chế của Hoa Kỳ là Điều 1, Mục 8, trong đó quyền hạn của Quốc hội được xác định.

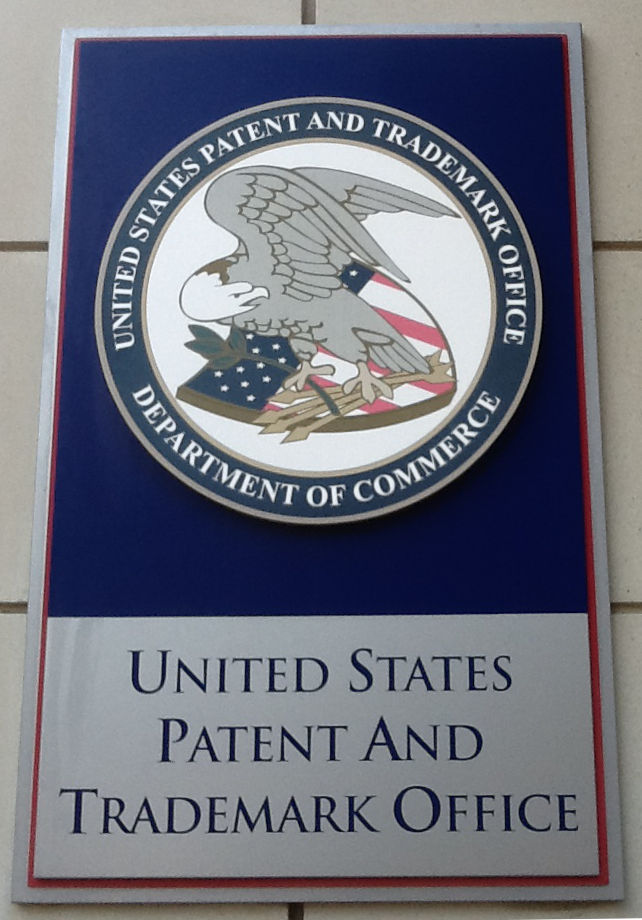
Bảng hiệu của Văn phòng Bằng sáng chế Hoa Kỳ Alexandria

Hội nghị sẽ có Quyền... nhằm thúc đẩy Tiến bộ Khoa học và Nghệ thuật có ích, bằng cách đảm bảo giới hạn Thời gian cho các Tác giả và Nhà phát minh có Quyền được độc quyền đối với các Bài viết và Khám phá tương ứng của họ.
Nhiệm vụ của PTO là thúc đẩy "tiến bộ công nghiệp và công nghệ ở Hoa Kỳ và củng cố nền kinh tế quốc gia" bằng cách:
- Quản lý các luật liên quan đến bằng sáng chế và nhãn hiệu;
- Tư vấn cho Bộ trưởng Thương mại, Tổng thống Hoa Kỳ và chính quyền về việc bảo vệ bằng sáng chế, nhãn hiệu và bản quyền; và
- Cung cấp lời khuyên về các khía cạnh liên quan đến sở hữu trí tuệ trong thương mại.

## Cấu trúc

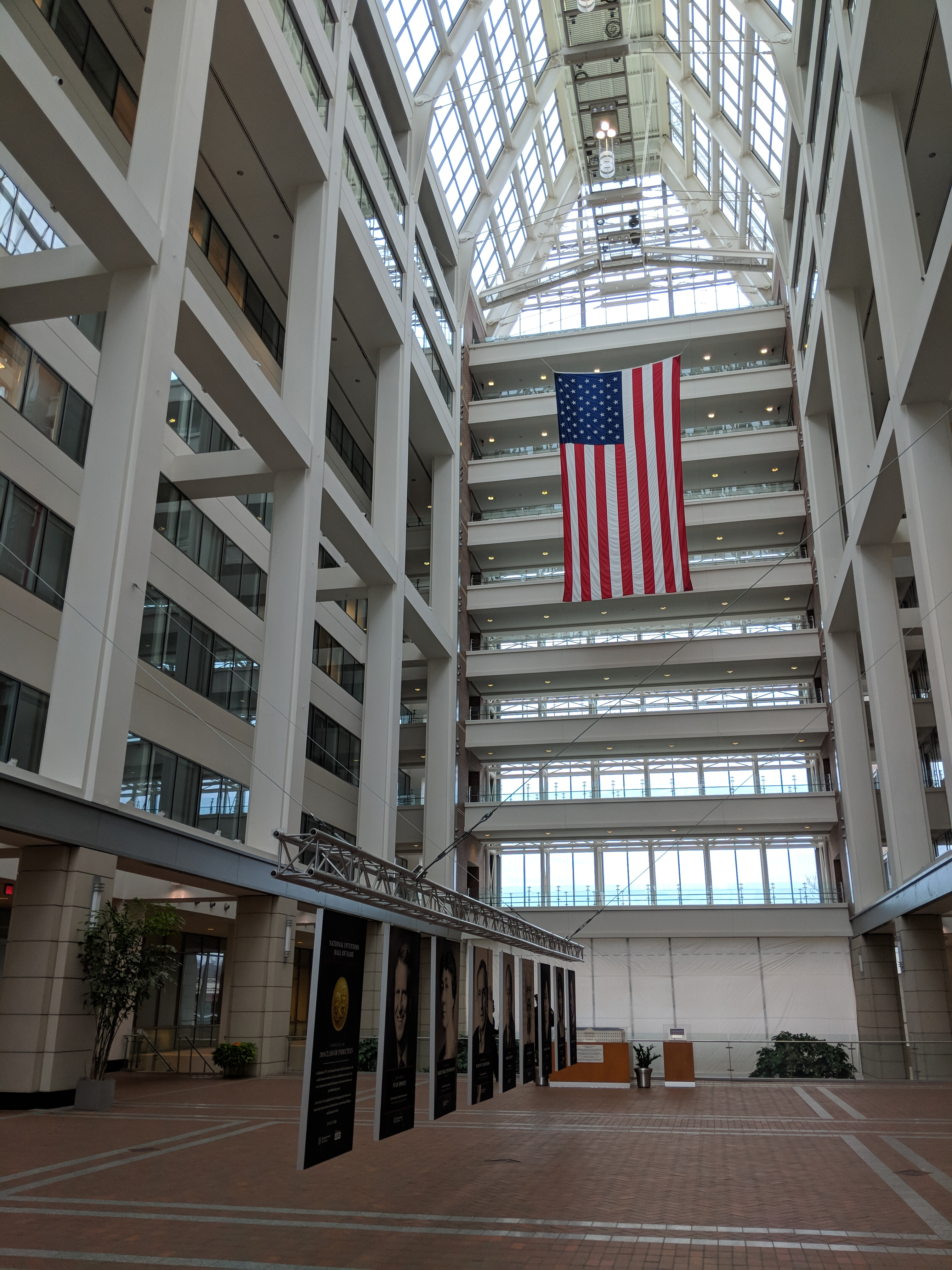
Khoảng thông tầng bên trong Tòa nhà USPTO Madison

USPTO có trụ sở chính tại Khuôn viên Alexandria, bao gồm 11 tòa nhà trong một khu phát triển giống như thành phố được bao quanh bởi các tòa nhà bán lẻ và dân cư cao tầng ở tầng trệt giữa các ga tàu điện ngầm của nhà ga King Street (tòa nhà chính cách King hai dãy nhà ở phía nam nhà ga King Street) và nhà ga Đại lộ Eisenhower, nơi có Khuôn viên Alexandria nằm giữa Phố Duke (ở phía Bắc) đến Đại lộ Eisenhower (ở phía Nam) và giữa Phố John Carlyle (ở phía Đông) đến Elizabeth Lane (ở phía Tây) ở Alexandria, Virginia. Một tòa nhà bổ sung khác nằm ở Arlington, Virginia, khai trương năm 2009.

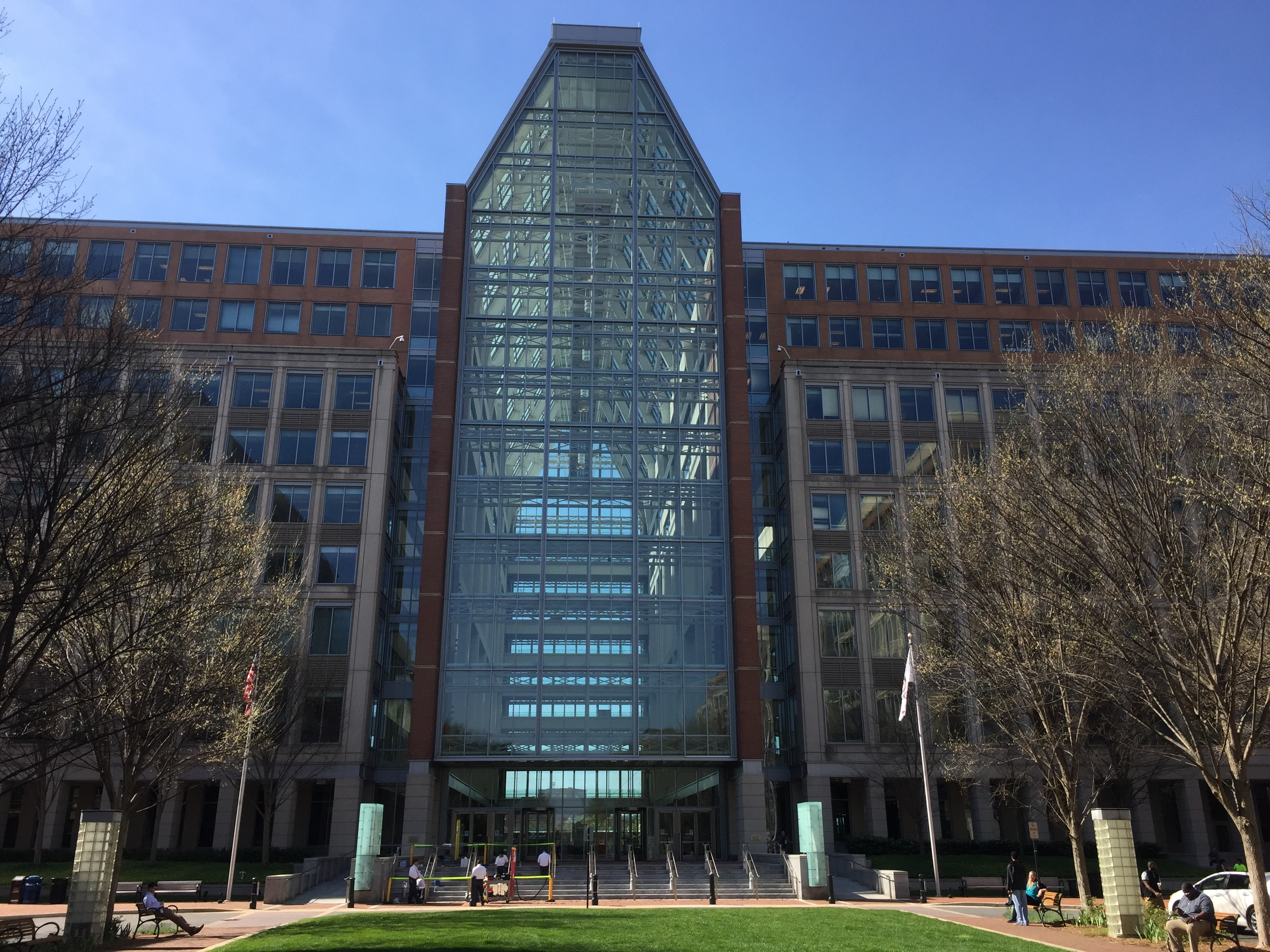
Ngoại thất Tòa nhà USPTO Madison

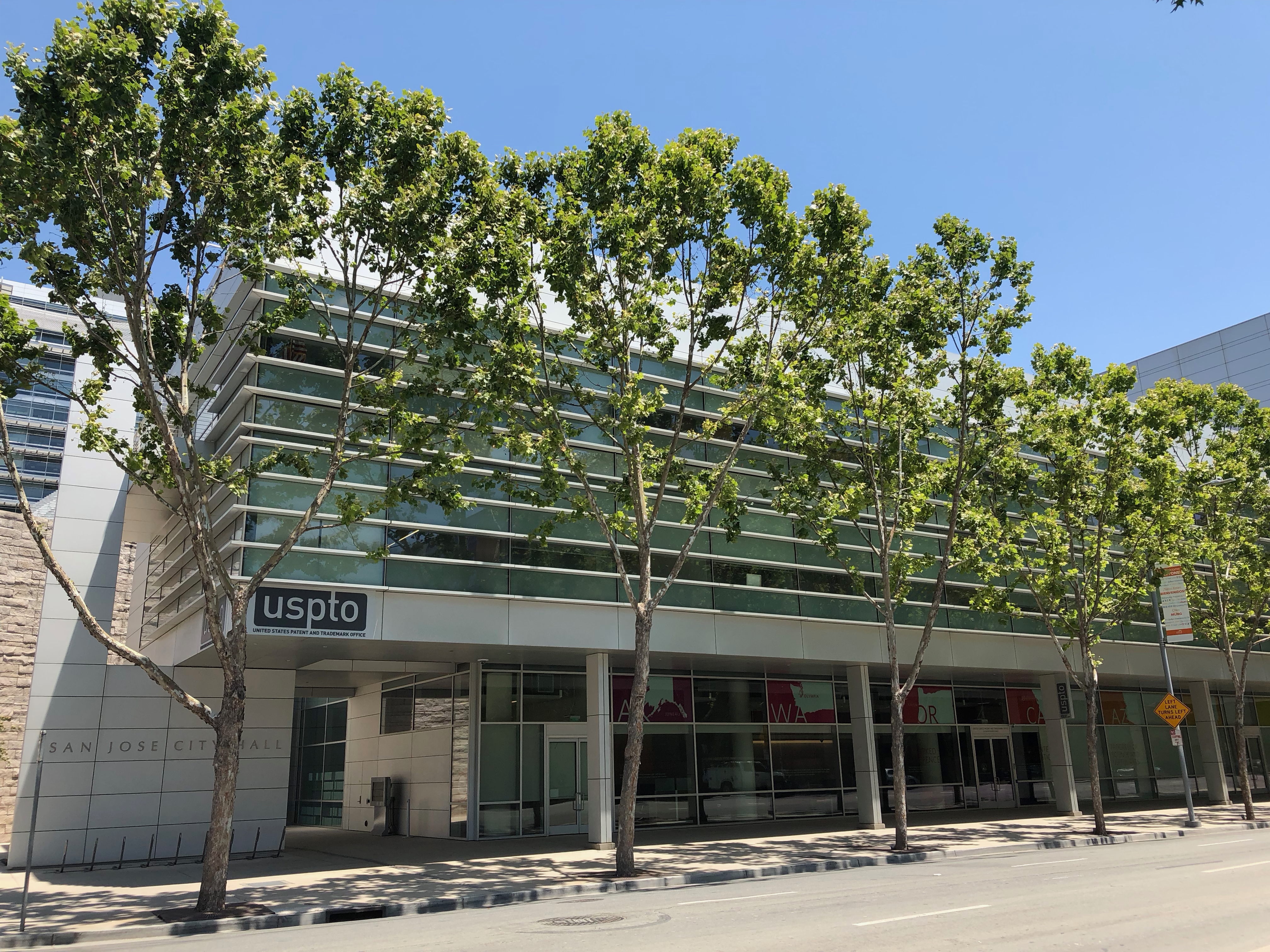
Văn phòng vệ tinh USPTO tại San Jose, California

USPTO dự kiến năm 2014 sẽ mở các văn phòng vệ tinh đầu tiên tại Detroit, Dallas, Denver, và Thung lũng Silicon để giảm lượng công việc tồn đọng và phản ánh thế mạnh công nghiệp trong khu vực. Văn phòng vệ tinh đầu tiên mở tại Detroit ngày 13 tháng 7 năm 2012. Năm 2013, do sắp xếp ngân sách, văn phòng vệ tinh cho Thung lũng Silicon, nơi có một trong những thành phố sản xuất bằng sáng chế hàng đầu của quốc gia, đã bị tạm ngưng. Tuy nhiên, việc cải tạo và cập nhật cơ sở hạ tầng vẫn tiếp tục sau quá trình cô lập, và địa điểm ở Thung lũng Silicon đã được mở tại Tòa thị chính San Jose vào năm 2015.
Tính đến  ngày 30 tháng 9 năm 2009, vào cuối năm tài chính của chính phủ Hoa Kỳ, PTO có 9.716 nhân viên, gần như tất cả đều làm việc tại khu phức hợp trụ sở năm tòa nhà ở Alexandria. Trong số đó, 6.242 là người thẩm định bằng sáng chế (hầu như tất cả đều được giao nhiệm vụ kiểm tra bằng sáng chế tiện ích; chỉ 99 người được chỉ định kiểm tra bằng sáng chế thiết kế) và 388 người là kiểm tra nhãn hiệu luật sư s; số còn lại là nhân viên hỗ trợ. Trong khi cơ quan này đã phát triển đáng kể trong những năm gần đây, tốc độ tăng trưởng trong năm tài chính 2009 chậm hơn nhiều so với trước đây; điều này được tạo ra bởi dữ liệu từ năm tài chính 2005 đến nay: Tính đến cuối năm tài chính 2018, USPTO có 12.579 nhân viên liên bang, bao gồm 8.185 nhân viên thẩm định bằng sáng chế, 579 nhân viên thẩm định nhãn hiệu và 3.815 nhân viên khác.
| FY   | Nhân viên | Giám định bằng sáng chế | Luật sư kiểm tra nhãn hiệu |
| ---- | --------- | ----------------------- | -------------------------- |
| 2016 | 12,725    | 8,351                   | 570                        |
| 2009 | 9,716     | 6,242                   | 388                        |
| 2008 | 9,518     | 6,055                   | 398                        |
| 2007 | 8,913     | 5,477                   | 404                        |
| 2006 | 8,189     | 4,883                   | 413                        |
| 2005 | 7,363     | 4,258                   | 357                        |

Tất cả thẩm định viên đều làm việc theo một hệ thống sản xuất dựa trên việc "tính số lượng" nghiêm ngặt. Đối với mọi đơn đăng ký, nhân viên kiếm "tính số lượng" bằng hành động soạn, nộp đơn và gửi thư đầu tiên của văn phòng về thành tích và khi xử lý đơn đăng ký.
Năm 2016, USPTO đã hợp tác với Hội Nữ Hướng đạo Mỹ để tạo ra Huy hiệu hướng đạo "Bản vá sở hữu trí tuệ", trao cho Nữ Hướng đạo ở bốn cấp độ khác nhau.

## Bằng sáng chế
- Ngày 31 tháng 7 năm 1790, bằng sáng chế đầu tiên của Hoa Kỳ được cấp choSamuel Hopkins về cải tiến "trong việc chế tạo Potash và Kali carbonat bằng một Thiết bị và Quy trình mới ". Bằng sáng chế này do Tổng thống thời bấy giờ là George Washington ký tên.
- X-Patent (10.280 bản đầu tiên được cấp từ năm 1790 đến năm 1836) đã bị hỏa hoạn phá hủy; ít hơn 3.000 trong số đó đã được phục hồi và cấp lại với các số bao gồm chữ "X". Chữ X thường xuất hiện ở cuối các số được viết tay trên các hình ảnh bằng sáng chế toàn trang; tuy nhiên, trong các bộ sưu tập bằng sáng chế và cho mục đích tìm kiếm, chữ X được coi là loại bằng sáng chế –tương tự như chữ "D" của bằng sáng chế thiết kế –và xuất hiện ở đầu số. Dấu X phân biệt các bằng sáng chế được cấp lại sau vụ hỏa hoạn, bắt đầu lại với bằng sáng chế số 1.
- Mỗi năm, PTO cấp hơn 150.000 bằng sáng chế cho các công ty và cá nhân trên toàn thế giới. Tính đến  tháng 12 năm 2011, PTO đã cấp 8.743.423 bằng sáng chế và đã nhận 16.020.302 đơn đăng ký.[23]
- Ngày 19 tháng 6 năm 2018, bằng sáng chế thứ 10 triệu của Hoa Kỳ đã được cấp cho Joseph Marron về phát minh ra "Hệ thống LADAR mạch lạc [Hệ thống] Sử dụng Phát hiện Phương diện Điểm ảnh Nội bộ" để cải thiện khả năng phát hiện và phạm vi laser (LADAR).[24] Đây là người đầu tiên nhận bìa bằng sáng chế mới được thiết kế lại. Tổng thống Donald Trump đã ký nó trong một buổi lễ đặc biệt tại Phòng Bầu dục.[25]

## Hệ thống nộp hồ sơ điện tử

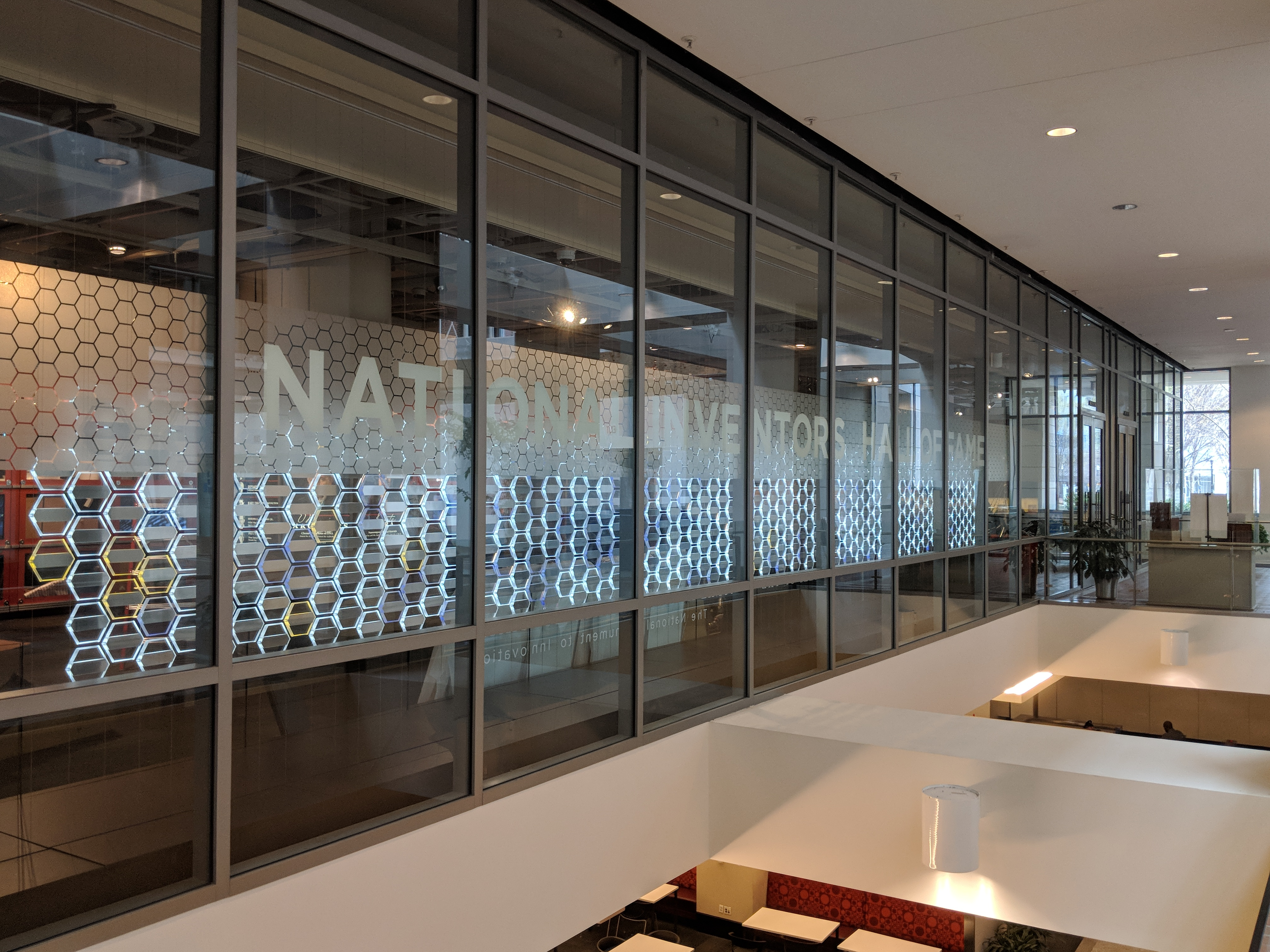
Đại sảnh Danh vọng các Nhà phát minh Quốc gia đặt trong Tòa nhà Madison của USPTO.

USPTO chấp nhận các đơn đăng ký bằng sáng chế được nộp dưới dạng điện tử. Các nhà phát minh hoặc người đại diện cấp bằng sáng chế/luật sư của họ có thể nộp đơn đăng ký dưới dạng tài liệu Adobe PDF. Phí nộp hồ sơ có thể thanh toán bằng thẻ tín dụng hoặc bằng "tài khoản tiền gửi" USPTO.

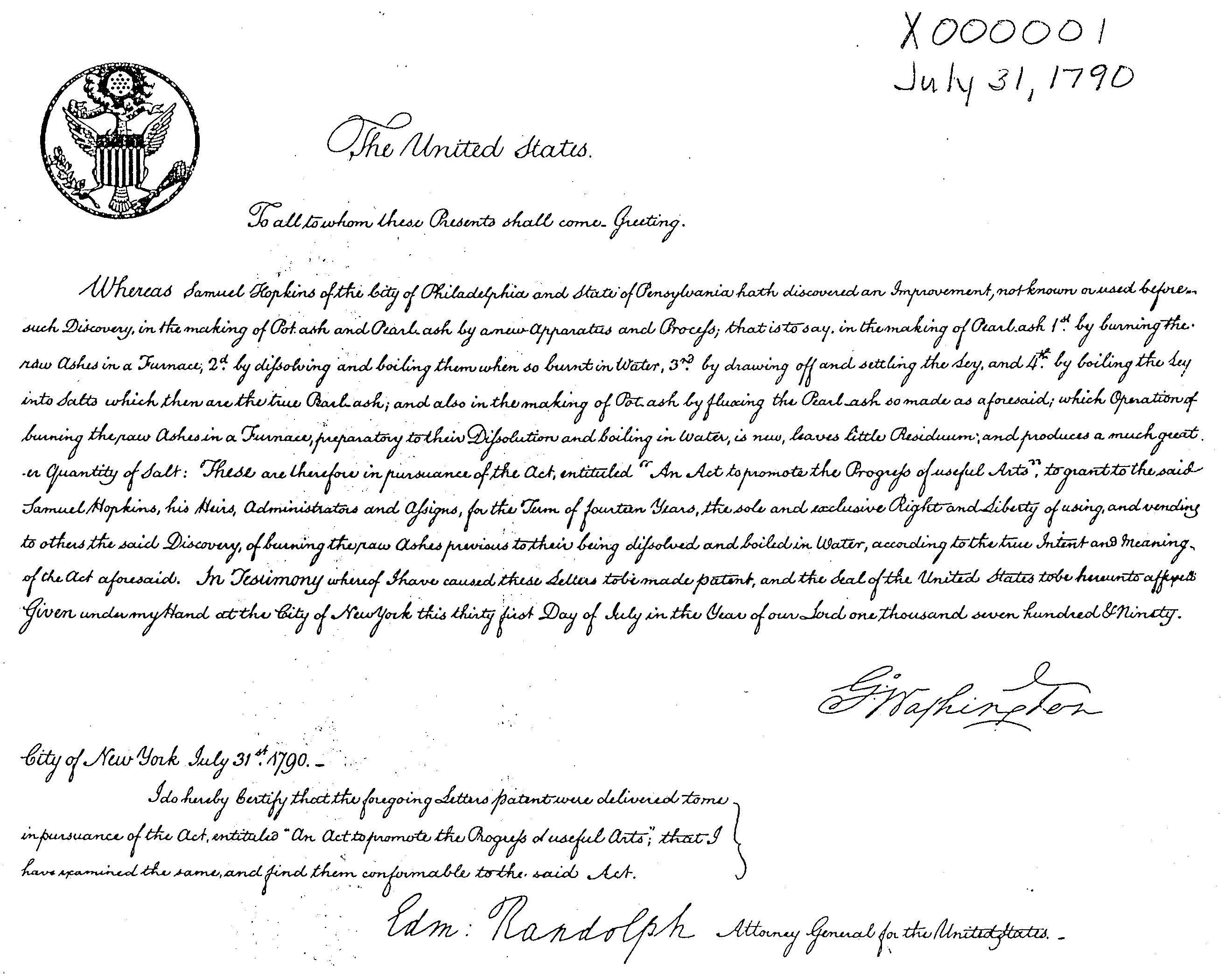
Bằng sáng chế đầu tiên của Hoa Kỳ